# Бойл, Джордж, 6-й граф Глазго
Джордж Фредерик Бойл, 6-й граф Глазго (англ. George Frederick Boyle, 6th Earl of Glasgow; 9 октября 1825 — 23 апреля 1890) — шотландский дворянин.

## Происхождение
Родился 9 октября 1825 года. Единственный сын Джорджа Бойла, 4-го графа Глазго (1766—1843), и его второй жены, Джулии Синклер (? — 1868), дочери сэра Джона Синклера, 1-го баронета (1754—1835), и Дианы Макдональд.
В феврале 1847 года Джордж Бойл отправился с Фредериком Гамильтоном-Темпл-Блэквудом, 1-м маркизом Дафферин и Авой, в Скибберин в графстве Корк, чтобы попытаться помочь жертвам Ирландского голода. Лорд Дафферин оставил мемуары об их путешествии под названием «Рассказ о путешествии из Оксфорда в Скибберин в год ирландского голода», опубликованные в 1847 году (27 страниц).
Он был избран на дополнительных выборах в феврале 1865 года в качестве члена парламента от Бьютшира, но занимал это место только до парламентских выборов в июле 1865 года.
11 марта 1869 года после смерти своего старшего сводного брата, Джеймса Карра-Бойла, 5-го графа Глазго (1792—1869), Джордж Бойл унаследовал титулы 6-го графа Глазго (Пэрство Шотландии), 6-го виконта Келберна (Пэрство Шотландии), 6-го лорда Бойла из Келберна, Стюартауна, Финника, Ларгса и Дэлри (Пэрство Шотландии), 3-го барона Росса из Хоукхеда в графстве Ренфрю (Пэрство Соединённого королевства) и 6-го лорда Бойла из Стюартауна, Камбреса, Фенвика, Ларгса и Дэлри (Пэрство Шотландии), став членом Палаты лордов Великобритании.
Заместитель лейтенанта графства Файф и заместитель лейтенанта графства Ренфрушира. Он также занимал должность лорда-клерка Шотландии с 1879 по 1890 год.
Лорд Глазго скончался 23 апреля 1890 года в возрасте 64 лет, не оставив потомства мужского пола. После его смерти титул барона Росса в системе пэрства Соединённого королевства прервался. Ему наследовал его дальний родственник, Дэвид Бойл, 7-й граф Глазго.

## Религия
Джордж Бойл был членом епископальной церкви, был соратником епископа Александра Форбса и сторонником его взглядов. Переписка между двумя мужчинами хранится в архивах Университета Данди. В 1848 году Бойлы основал хоровую школу при церкви Св. Андрея в Миллпорте.

## Семья
29 апреля 1856 года Джордж Бойл женился на достопочтенной Монтегю Аберкромби (11 августа 1835 — 22 апреля 1931), дочь Джорджа Аберкромби, 3-го барона Аберкромби (1800—1852), и Луизы Пенуэл Форбс. У супругов было две дочери:
- Леди Гертруда Джулия Джорджина Бойл (15 ноября 1861 — 12 декабря 1950)[1], в 1880 году она вышла замуж за Томаса Кокрейна, 1-го барона Кокрейна (1857—1951), от брака с которым она имела восемь детей.
- Леди Мюриэл Луиза Дайана Бойл (18 ноября 1872 — 3 апреля 1915)[1], незамужняя.